# Legio XVIII

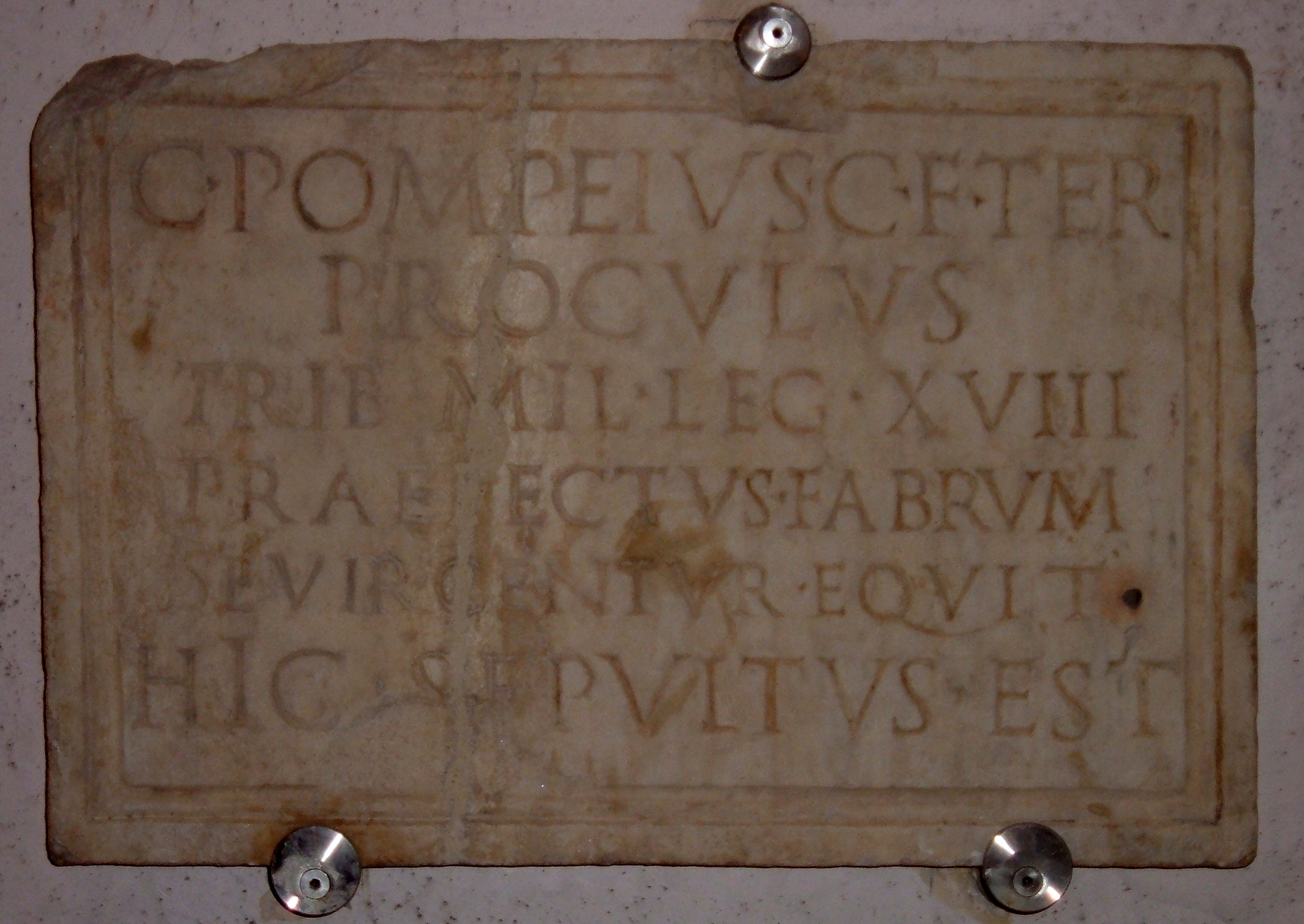
Grabinschrift von Gaius Pompeius Proculus, dritter Sohn von Gaius, Tribunus Militum der 18. Legion, Praefectus Fabrum und Sevir der Reiterei. Augustinisch, Museo Epigrafico, Terme di Diocleziano, Rom.

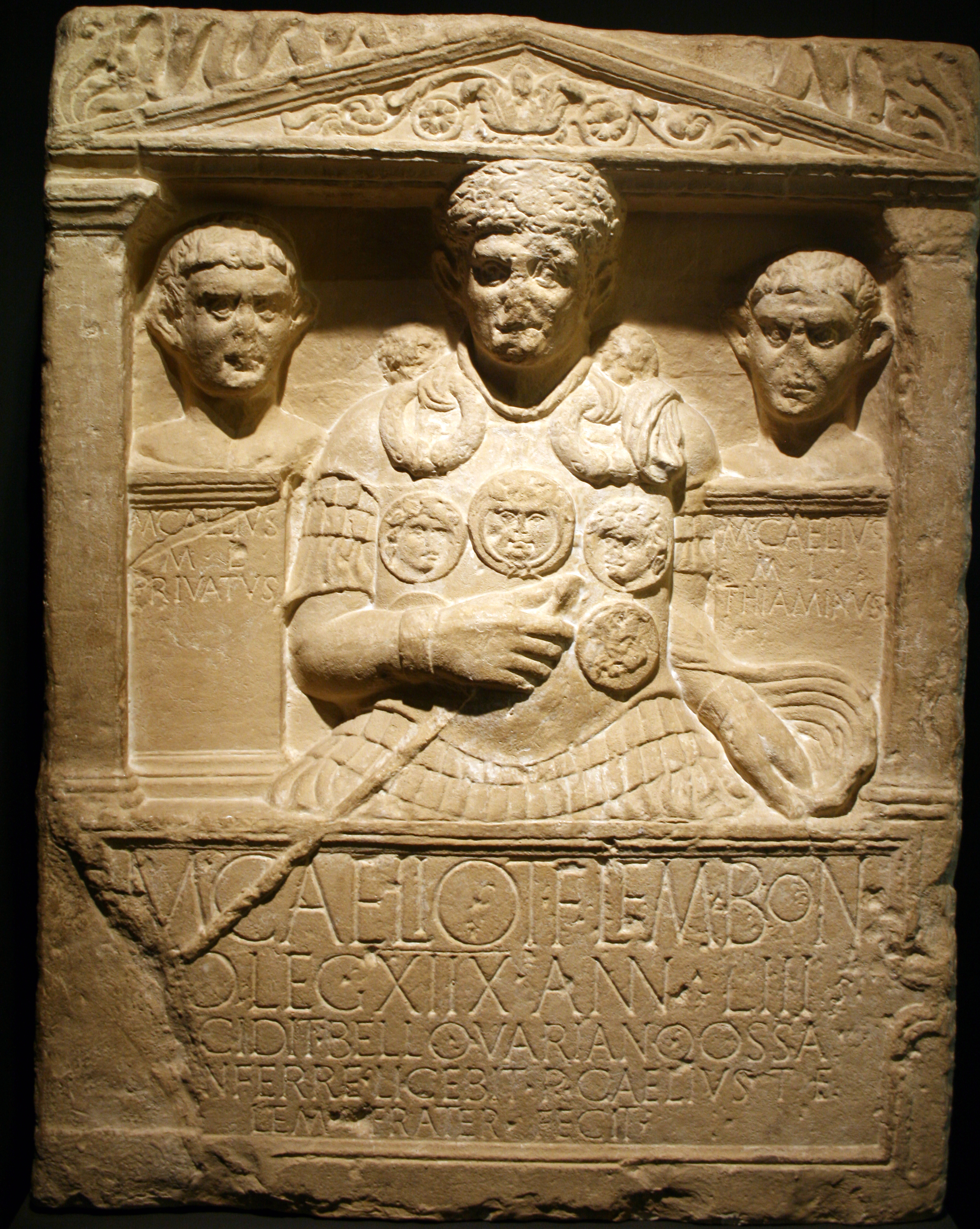
Der Kenotaph des Marcus Caelius

Die Legio XVIII (auch Legio XIIX) war eine Legion der römischen Armee. Sie wurde vermutlich um 41/40 v. Chr. unter Octavian aufgestellt, wird für die Zeit der Bürgerkriege aber in keiner Quelle erwähnt. Es bestand wahrscheinlich keine Verbindung mit der Legio XVIII Libyca des Marcus Antonius. Auch ein Bezug zur LEG XVIII des kilikischen Statthalters Publius Cornelius Lentulus Spinther (56–53 v. Chr.) oder den Bürgerkriegslegionen Caesars und Pompeius’, die beide über eine 18. Legion verfügten, ist nur hypothetisch.
Im Jahr 30 oder 14 v. Chr. wurden Veteranen der Legion in der neuerrichteten Colonia Ateste (Norditalien) angesiedelt. Anschließend war die Legion vielleicht in Aquitanien stationiert, bevor sie um 15 v. Chr. an die Rheinfront verlegt wurde. Seit dieser Zeit hatte die Legion ihr Winterlager vermutlich in Vetera (Xanten), Oberaden oder Haltern. In Germania magna nahm die Legio XVIII an den Germanienfeldzügen des Drusus (13–9 v. Chr.) und Tiberius (8 v. Chr.–5 n. Chr.) teil, die im Jahr 5 n. Chr. erfolgreich abgeschlossen wurden.
Tiberius führte 6 n. Chr. mindestens acht Legionen (Legio VIII Augusta und Legio XV Apollinaris aus Pannonia, Legio XX Valeria Victrix aus Illyricum, Legio XXI Rapax aus Raetia, Legio XIII Gemina, Legio XIV Gemina und Legio XVI Gallica aus Germania superior und eine unbekannte Einheit) von Süden gegen Marbod, den Markomannenkönig, während die Legio I Germanica, Legio V Alaudae, Legio XVII, Legio XVIII und Legio XIX von Norden anmarschierten. Das stellte die Hälfte des gesamten Militärpotentials der Römer zu der Zeit dar. Kurz nach Beginn des Feldzugs im Frühjahr des Jahres 6 brach Tiberius ihn wieder ab, als er die Nachricht vom Pannonischen Aufstand erhielt. Allerdings schloss Tiberius noch einen Freundschaftsvertrag mit Marbod, um sich vollkommen auf die schwere Aufgabe in Pannonien zu konzentrieren.
Im Jahre 9 n. Chr. war die Legion in Vetera (nahe dem heutigen Xanten) stationiert, bevor sie in der Varusschlacht vernichtet wurde. Die Aquila (Legionsadler) der Legion wurde im Jahr 41 n. Chr. zurückerobert.
Drei Angehörige der Legion sind namentlich bekannt: der Militärtribun Caius Pompeius Proculus aus Rom, der dann in der ritterlichen Karriere weiter aufstieg, der in der Varusschlacht gefallene Centurio Marcus Caelius und der einfache Miles Titus Atidius Porcio aus Ateste.